# Fraser McConnell
Fraser McConnell jamaicai autóversenyző, a 2019-es amerikai ralikrosszbajnokság győztese. Jelenleg az X44 Racing csapat tagja az Extreme E-ben.

## Korai életútja
McConnell a jamaicai St. Catherine-ben, Bog Walkban született. 8 éves korában kezdett el gokartozni, motokrosszozni és ralizni, junior pályafutása során korán sikereket ért el, kétszer is az év jamaicai versenyzőjének választották,[2] később pedig 16 évesen győzelmet aratott a jamaicai Dover Race Track országos versenyen.

## Versenyzői karrierje
McConnell rallycrossos karrierjében 2018-ban debütált az észak-amerikai ARX2 sorozatban versenyzett. Első versenyén McConnell a leggyorsabb időeredményt érte el, és végül ötből négyszer bejutott a döntőbe. A szezon utolsó fordulójában McConnell dobogós helyezést ért el.
2019-ben McConnell nemzetközi versenyzőként debütált az Olsbergs MSE-nél. És még gyanebben az évben megnyerte az ARX2 bajnokságot is, ezzel a történelemben először fordult elő, hogy egy jamaicainak sikerült megszereznie a címet.
2021-ben McConnell megszerezte első szuperautós győzelmét, legyőzve a háromszoros FIA világbajnok Johan Kristoffersson-t a dániai Nysumban megrendezett RallyX Nordic-on[.
McConnell a 2023-as szezonban csatlakozott Lewis Hamilton X44-es csapatához az Extreme E-ben. Sébastien Loeb helyére érkezik, partnere Cristina Gutiérrez lesz. 